# José María Alonso de Beraza
José María Alonso de Beraza (Santander, 1831 - Madrid, 18 de desembre de 1901) fou un periodista i polític espanyol, diputat al Congrés dels Diputats durant el Sexenni democràtic

## Biografia
El 1867 fou delegat de la Societat Antiesclavista Espanyola en el Congrés Internacional Abolicionista de París, i col·laborà a El Imparcial i El Liberal. A les eleccions generals espanyoles d'agost de 1872 fou escollit diputat pel districte de Llucena dins les llistes del Partit Radical. Després de produir-se la restauració borbònica no participà més en política. El 1894 va presidir la primera sessió del Primer Congrés Internacional de Premsa, celebrat a Anvers, i el 1895 fou un dels socis fundadors de l'Associació de la Premsa de Madrid.